# Pillangó-hatás
A Pillangó-hatás  (The Butterfly Effect) egy Magyarországon DVD-n bemutatott, 2004-es amerikai sci-fi/dráma műfajú film. Főszereplői: Ashton Kutcher, Amy Smart, Eric Stoltz. A rendezői és írói Eric Bress és J. Mackye Gruber.
A cím visszavezethető Ray Bradbury Mennydörgő robaj című novellájára, melyben apró dolgok piciny megváltozása a régmúltban nagyobb események sorozatát indítja el. Tíz évvel később, Edward Lorenz előállt a pillangóhatás elméletével, mely megalapozta a káoszelméletet. A cím utal még elvont módon arra is, hogy ha az agyat nézzük, az hasonlít egy pillangó alakjára.
Egy dolog megváltoztatásával minden megváltozik.

## Összegzés
Evan Treborn (Ashton Kutcher) egy olyan fiatalember, aki fiatalon számos traumát átélt, de az események felidézésekor nem tud visszaemlékezni a megtörténtekre. Amikor elkezdi felkutatni ezeket az emlékeket a fiatalkorában írt naplói segítségével, akkor visszautazik az időben a cselekmények idejére, és képes befolyásolni a dolgok alakulását. Miután változtatott a múltján, visszatér valós jelenébe, és folytatja életét az új, alternatív valóságában. Azonban minden apró változtatás a múltjában nagy mértékben megváltoztatja az éppen aktuális jelenét.

## Cselekmény

### Hétévesen
Evan Treborn gyerekkorában számos alkalommal előjön ez a „sötét folt”, és bizonyos események kiesnek az emlékezetéből. Édesanyja, Andrea Treborn attól fél, hogy a fiú is apja, Jason Treborn sorsára jut, akit mentális problémái miatt elmegyógyintézetben kezelnek. Az orvosi tesztek azt bizonyítják, hogy Evannak semmi baja sincs, és az orvos azt tanácsolja a fiúnak, vezessen naplót életéről, így könnyebb lesz visszaemlékeznie a dolgokra.
Az első kihagyás akkor következik be, amikor Evan a rajzórán képet készít arról, hogy mi szeretne lenni, ha felnő. A képen egy ember látható késsel, aki több véres holttest felett áll. Evan tanárnője megijed, és megmutatja a képet Andreanak. A fiú nem emlékszik, hogyan rajzolta a képet.
Evan második kihagyása otthon történik, amikor az édesanyja egy kést szorongatva találja fiát. Evan ismét nem emlékszik, hogyan került a kezébe a kés.
Egy nap, Evant rábízza édesanyja a szomszédra, George Millerre. A részeges George filmet akar készíteni Robin Hoodról. Itt jön be a harmadik kihagyás, Evan Miller házában találja magát, meztelenül. Az oldalán Kayleigh Millerrel, akin szintén nincs ruha. George arra akarja kényszeríteni őket, hogy részt vegyenek a gyermekpornó készítésében.
Andrea felkeresi a doktort Evan egyre gyakrabbá váló kihagyásai miatt, aki közli az édesanyával, hogy a fiú tünetei teljesen megegyeznek az édesapa kezdeti tüneteivel. Felkeresik Evan apját, hátha a találkozás segít feloldani az állandó kihagyásokat.
A látogatás jól halad, de egy újabb kihagyás után Evan arra eszmél, hogy az apja fojtogatja. A beérkező ápolók kénytelenek megölni az apát, hogy megvédjék a gyermeket.

### Tizenhárom évesen
Kayleigh és Tommy szülei elválnak, az édesanyjuk új családot alapít. A gyermekek választhatnak, de Kayleigh, mivel Evan közelében akar maradni, az apját választotta. Tommy követi húgát.
Az ötödik kihagyás akkor következik be, amikor Evan a Miller gyerekekkel, és másik barátjukkal Lenny Kagannal lóg. Egy délután egy dinamitot találnak Miller pincéjében, és elhatározzák, hogy felrobbantanak valamit. Találnak is egy postaládát, amibe beleteszik a dinamitrudat, a végére egy félig leégett cigaretta csikket téve, időzítőként. Egy villanás, és Evan arra eszmél, hogy az erdőben menekülnek, és Lenny sokkos állapotba került. Evan sejti, hogy valami szörnyűséges dolog történt, de nem tud visszaemlékezni, és senki sem mondja el neki az igazat. Lenny egy kórházba kerül.
Nem sokkal később, Evan, Kayleigh és Tommy moziba megy a Hetedik című filmet megnézni. Kayleigh és Evan kiszökik a vetítésről, és megcsókolják egymást. Tommy meglátta a csókot, és feldühödik, az egyik idősebb fiatalon tölti ki bosszúját. Tommyt a rendőrség viszi el a helyszínről.
A hatodik kihagyás akkor jön, amikor Evan és Kayleigh meglátogatja Lennyt. Sétájuk során meglátják az erdőben Tommyt, aki Evan kutyáját zsákba gyömöszöli, majd leönti benzinnel. A kutya segítségére siető Evan helyett Tommy véletlenül húgát üti le. Lenny megpróbálja kiszabadítani a kutyát, mire Tommy megfenyegeti, hogy „elvágja az édesanyja torkát, míg az alszik”. Evan számára minden elsötétül, mikor magához tér, össze van verve, a kutya bennégett a zsákban, és Lenny újra sokkot kapott.
A Trebon család elhagyja a várost. Evan megígéri Kayleighnek, hogy visszajön érte, de elfelejti ígéretét. Kayleigh megpróbál Evan után menni, de apja megakadályozza ebben.

### Húszévesen
Evan felsőéves egyetemista pszichológia szakon. Amikor összejön egy lánnyal, felviszi a szobájára, aki megtalálja a gyermekkori naplókat. Evan elkezd felolvasni néhány bejegyzést, és ekkor eljön a hatodik kihagyás. A kihagyás alatt Evan visszamegy oda, amikor Lenny megpróbálja kiszabadítani a kutyát, de nem tudja elvágni a kötelet. Ezután újabb kísérletet tesz, amikor az ötödik kihagyás idejére tér vissza, amikor a dinamit felrobbanásakor megöltek egy anyát a csecsemőjével. Evan ezen úgy elcsodálkozik, hogy a cigaretta kiesik a szájából, és a parázs megégeti a hasán. Visszatérve a jelenbe, Evan meglepetten tapasztalja, hogy egy parázs égette sebhely van a testén, pedig eddig nem volt. Felkeresi édesanyját, aki elmondja, hogy az édesapjának az volt a rögeszméje, hogy vissza tud utazni az időben a régi fényképek segítségével.
További kutatások céljából Evan felkeresi gyermekkori városát, és megtalálja Kayleigh-t. Találkozásuk után a lány elzavarja, nem akar Evantól semmit azután, hogy hagyta őt a kisvárosban elsorvadni. Másnap Evan kollégiumában csörög a telefon, és Tommy elmondja Evannak, hogy Kayleigh a találkozás után két órán keresztül sírt a telefonba, majd megölte magát. Evan elhatározza, hogy visszamegy a harmadik kihagyásának idejére, hogy megváltoztassa a múltat. Megfenyegeti Millert, hogy ha nem hagyja abba Kayleigh molesztálását, akkor meg fogja bánni. Figyelmezteti, hogy Tommy már így, gyerekként is egy szadista állat, figyeljen rá jobban. A vízió végén, Evan visszatér a jelenbe.

### A második idővonal
Ebben az új valóságban, Evan és Kayleigh egy pár. Kayleigh egy egyetemi lánycsapat tagja, Evan pedig egy híres diákszövetség elnöke. Kayleigh Evannal van, és ebben a valóságban az apja nem molesztálta, jó volt hozzá. Azonban Tommy, aki kikerült a javítóintézetből, igazi megszállottá vált, és meg akarja ölni Evant. A kettejük között folyó harc során Evan megszerzi Tommy baseball-ütőjét, és megöli a fiút. Evan börtönbe kerül, és valószínűleg Kayleigh ismét öngyilkos lesz.
A börtönben életveszélyesen megfenyegetik Evant, ha nem lesz a vezető klikk szeretője, akkor megölik. Cellatársát ráveszi, hogy segítsen visszaszerezni naplóit, amelyek segítségével vissza tud utazni a hatodik kihagyásának idejére (érdekes módon a "rábeszélő" időutazás alatt nem változik meg semmi, mindössze a "stigmák" jönnek elő Evan tenyerein). Evan egy éles vasdarabot ad Lennynek, hogy azzal vágja el a kutya zsákjának kötelét. Közben megtalálják Tommyt, és Evan rá tudja beszélni, hogy ne rontsa el mindannyiuk életét azzal, hogy megöli a kutyát. Tommy hallgat Evanra, azonban Lenny pánikba esik, és a fémdarabbal leszúrja Tommyt. Evan felébred, és visszatér a valóságba.

### A harmadik idővonal
Lenny egy klinikán fekszik, úgy ítélik meg, hogy veszélyes a társadalomra. Kayleigh Tommy halála után prostituálttá válik. Evan arra a következtetésre jut, hogy ha a negyedik kihagyás alkalmával nem robban fel az anya a gyerekével, akkor Lenny sem került volna börtönbe. Így Evan visszautazik az időben, még időben odaszalad az anyához, és figyelmezteti, hogy meneküljön a robbanás elől. Tommy, látva Evan tettét, az anyát és a gyermeket ellöki a robbanás elől, ami így csak Evant éri el.

### A negyedik idővonal
Evan felébred, és rémülten veszi észre, hogy karjait elvesztette a robbanásban. Lenny most Kayleigh-vel jár, és Tommy mélyen vallásos lett, miután megmentette a nőt és a gyerekét. Evan vízbe akarja fojtani magát, de Tommy megakadályozza.
Később, Evan találkozik az édesanyjával, aki utolsó stádiumú tüdőrákban szenved, aki azután szokott rá a dohányzásra, hogy a fia felrobbant. Evan visszamegy az időben, hogy hétéves korában ellopja a dinamitot. A gyermekpornófilm készítésének idejére megy vissza, és megfenyegeti Millert, hogy felrobbantja. Azonban az égő dinamit kiesik a kezéből, és Kayleigh robban fel.

### Az ötödik idővonal
Evan egy elmegyógyintézet lakója, mert megölte Kayleigh-t. Felfedezi, hogy ebben a valóságban soha nem léteztek a naplói. Utolsó esélyeként, egy régi filmtekercset használ, amely azt rögzítette, amikor először találkozott Kayleigh-vel.

### A hatodik idővonal
Ezen a találkozón (amikor először találkozott Kayleigh-vel) Evan odasúgja a kislánynak, hogy ha még egyszer a közelébe jön, akkor megöli az egész családját. Ezáltal a két család soha nem lesz barát, és Evan sem találkozik többé Kayleigh-vel.
Végre minden rendben. Tommy és Kayleigh szülei elváltak, de ezúttal a gyerekek anyjukat választották. Mindannyian egyetemet végeztek, a szörnyűségek nem történtek meg. Lenny Evan szobatársa az egyetemen. A történet paradoxona az, hogy ahhoz, hogy Evan megmenthesse Kayleigh-t, soha nem lett volna szabad találkoznia vele. Evan elégeti az összes naplóját és régi filmszalagját, aminek segítségével még visszamehetne az időben. Nyolc évvel később Evan véletlenül meglátja Kayleigh-t az utcán. Egy pillanatra megáll, és utána néz a lánynak, majd tovább megy, ugyanígy Kayleigh is visszapillant, mert valahonnan ismerős neki Evan. Evan szeretne utánafutni Kayleigh-nek, de nem teheti. Kayleigh most már biztonságban van.

### Az ötödik idővonal, rendezői változat
A film vége különbözik a rendezői változatban az ötödik idővonalnál. Evan talál egy filmet a születéséről, és visszamegy, hogy megölje magát az anyaméhben. Mivel nem születik meg, így nem is kavarhatja fel senkinek az életét. Az író/rendező Eric Bress és J. Mackye Gruber elmondja, hogy ez lett volna a film tényleges befejezése, Evan önfeláldozása a szerelem érdekében…

### A hatodik idővonal, alternatív befejezések
Alternatív befejezésként, ami a mozikba került, Nyolc évvel később Evan véletlenül meglátja Kayleigh-t az utcán. Egy pillanatra megáll, és utána néz a lánynak, majd gondolkodik, ugyanígy Kayleigh is visszapillant, mert valahonnan ismerős neki Evan. Végül Evan rászánja magát és a lány után megy, elkezdi követni őt.
Rendelkezésre áll egy harmadik változatú befejezés is: Nyolc évvel később Evan véletlenül meglátja Kayleigh-t az utcán. Egy pillanatra megáll, és utána néz a lánynak, gondolkodik, ugyanígy Kayleigh is visszapillant, mert valahonnan ismerős neki Evan. Ezután egymásra néznek, Evan odamegy a lányhoz, és elkezdenek beszélgetni.

## A kiesés idővonala
- Az összes alkalommal, amikor Evannak kiesései vannak, akkor változik meg az idővonal. Ez azt jelenti, hogy ezek azok az alkalmak, amikor az idősebb Evan visszatért a fiatal testbe, hogy változtasson a még nem is létező jövővonalon.

## Szereplők
| Szerep             | Színész              | Magyar hang    |
| ------------------ | -------------------- | -------------- |
| Evan Treborn       | Ashton Kutcher       | Betz István    |
| Kayleigh Miller    | Amy Smart            | Dögei Éva      |
| Andrea Treborn     | Melora Walters       | Götz Anna      |
| Lenny Kagan        | Elden Henson         | Bodrogi Attila |
| Tommy Miller       | William Lee Scott    | Bódy Gergely   |
| George Miller      | Eric Stoltz          | Juhász György  |
| Evan 13 évesen     | John Patrick Amedori | Czető Roland   |
| Kayleigh 13 évesen | Irene Gorovaia       | Csuha Bori     |
| Lenny 13 évesen    | Kevin Schmidth       |                |
| Tommy 13 évesen    | Jesse James          | Szalay Csongor |
| Jason Treborn      | Callum Keith Rennie  | Kapácsy Miklós |
| Thumper            | Ethan Suplee         | Pipó László    |
| Evan 7 évesen      | Logan Lerman         | Szűcs Balázs   |
| Kayleigh 7 évesen  | Sarah Widdows        | Talmács Márta  |
| Lenny 7 évesen     | Jake Kaese           |                |
| Tommy 7 évesen     | Cameron Bright       |                |

## Összehasonlítás
Ashton Kutcher és a többiek szerint ez a film két klasszikus mű keveréke, ezek a Vissza a jövőbe trilógia (eredeti címe: "Back to the future") (időutazás) és a Jákob lajtorjája (eredeti címe: "Jacob's Ladder") (képzelet és valóság szembenállása).
Több hasonló szellemiségű filmhez is köthető a The Butterfly Effect: Mátrix (eredeti címe: "The Matrix"), Harcosok klubja (eredeti címe: "Fight Club"), Donnie Darko, Végső állomás (eredeti címe: "Final Destination"), Idétlen időkig (eredeti címe: "Groundhog Day"), Amerikai szépség (eredeti címe: "American Beauty"), Különvélemény (eredeti címe: "Minority Report").
A cselekmény néhány helyen hasonlít a Frekvencia, a Vissza a jövőbe, A lé meg a Lola filmek cselekményére, illetve a Star Trek: Az új nemzedék (eredeti címe: "Star Trek: The Next Generation") sci-fi sorozat "Tapestry" című epizódjára, ahol egy változtatás a múltban magával hozza a jövő jelentős változását.
A cselekmény nagyban hasonlít a 12 majom (12 monkeys) c. filmre is.

## Érdekességek
- Azon a felvételen, ahol Evan visszaugrik Miller filmforgatására, és Evan a „Wrong answer, fuckbag!” (magyarul: „Rossz válasz, szarzsák!”) mondatot mondja, a Stalin's War nevű együttes száma szól.
- Az Evan Treborn név összeolvasva az event reborn szókapcsolatot adja, ami magyarul annyit tesz, ’esemény újjászületése’.
- A filmnek később készült egy második része is, Pillangó hatás 2 címen, ez azonban nem folytatás, inkább csak a film egy másik feldolgozása. Majd egy harmadik rész is napvilágot látott néhány évvel később.

## Díjak és jelölések
Academy of Science Fiction, Fantasy & Horror Films (Szaturnusz-díj) (2005)
- jelölés: Legjobb Science Fiction Film

Brussels International Festival of Fantasy Film (2004)
- díj: Pegasus Audience Award – Eric Bress, J. Mackye Gruber

Teen Choice Awards (2004)
- jelölés: Choice Movie: Thriller